# جورج ويرث
جورج ويرث (بالإنجليزية: George Wirth)‏ هو مغن مؤلف أمريكي، ولد في 1947.